# خايمي مورون
خايمي مورون (بالإسبانية: Jaime Morón) هو لاعب كرة قدم كولومبي في مركز الهجوم، ولد في 16 نوفمبر 1950 في قرطاجنة في كولومبيا، وتوفي في 2 ديسمبر 2005 في بوغوتا في كولومبيا. شارك مع منتخب كولومبيا لكرة القدم. أما مع النوادي، فقد لعب مع أتلتيكو ناسيونال وديبورتيس كوينديو ونادي ميلوناريوس.

## وصلات خارجية
- خايمي مورون على موقع ناشيونال فوتبول تيمز (الإنجليزية)
- خايمي مورون على موقع أوليمبيديا (الإنجليزية)